# Бруно Фалькомата
Бруно Фалькомата́ (італ. Bruno Falcomatà, 11 серпня 1911, Неаполь — 26 липня 1941, Мальта) — італійський військовик, учасник Другої світової війни, нагороджений Золотою медаллю «За військову доблесть».

## Біографія
Бруно Фалькомата народився 11 серпня 1911 року в Неаполі. У 1934 закінчив факультет медицини та хірургії Неаполітанського університету імені Фрідріха II. Наступного року вступив до Школи прикладної військової медицини (італ. Scuola di Applicazione di Sanità Militare) у Флоренції, де отримав звання молодшого лейтенанта медичної служби.
Через свою любов до моря вступив на службу у флот і був призначений до Військово-морського госпіталю в Ла-Спеції. З лютого 1937 до березня 1938 року ніс службу у складі 1-ї групи підводних сил. Отримав звання капітана і був призначений начальником медичної служби навчального корабля «Крістофоро Коломбо».
Після нетривалої служби на підводному човні «Малакіте» був призначений на навчальний корабель «Амеріго Веспуччі». У травні 1939 року призначений до Медичного управління в Ла-Спеції.
У 1940 році, після вступу Італії у Другу світову війну, перевівся до складу 10-ї флотилії МАС, де став керівником медичної служби.
У ніч з 25 на 26 липня 1941 року брав участь в атаці Мальти, перебуваючи на одному з катерів MAS. О 6:20, коли став зрозумілим провал операції, командир «корабельного підрозділу» Джорджо Джоббе повів човни MAS назад. Але на перехоплення човнів вилетіли британські винищувачі. Від їхнього вогню човни загорілись та затонули. Серед загиблих був і Бруно Фалькомата.

## Нагороди
- Золота медаль «За військову доблесть»
- Срібна медаль «За військову доблесть»
- Бронзова медаль «За військову доблесть»
- Бронзова медаль «За військову доблесть»